# Raymond Cornet d'Elzius de Peissant
Raymond graaf Cornet d'Elzius de Peissant (Brussel, 26 juni 1838 – Grimbergen, 21 oktober 1905) was een Belgisch politicus. Hij was burgemeester van Grimbergen van 1870 tot 1882.

## Biografie

### Familie
Graaf Raymond Cornet d'Elzius de Peissant was een telg uit de familie Cornet. Hij was een zoon van graaf Benoît Cornet d'Elzius de Peissant en gravin Élisabeth de Meester. Hij was een broer van graaf Alfred Cornet d'Elzius de Peissant, burgemeester van Hofstade.
Hij trouwde in 1863 in Luik met barones Marguerite Whettnall (1837-1891), dochter van baron Charles Whettnall en zus van baron Edouard Whettnall en baron Edmond Whettnall. Ze kregen zeven zoons en vijf dochters, met afstammelingen tot heden.
Hij was lid van de Derde orde van Sint-Franciscus.
Het kasteel van de familie bevond zich op de oostelijke oever van het kanaal, net ten noorden van de brug. Onder impuls van Cornet werd Verbrande Brug in 1873 een zelfstandige parochie. Het kasteel brandde af in 1914 en maakte daarna plaats in de jaren 1920 voor de cokesovens van de Verbrande Brug.